# タァイヤッ南田
タァイヤッ南田はジャッキー・チェン応援ライター／映画ライター。
1965（昭和40）年生まれ。小学３年生の1974年にブルース・リー、中学２年生の1979年にジャッキー・チェンの“直撃”を受けて以来、２大スターをこよなく愛する生粋のファン。1982年３月、ジャッキーとの初対面を実現する。
『ジャッキー・チェンDVDコレクション』（デアゴスティーニ）全66巻でコラム「作品余話」を執筆。2017年６月発売の『ジャッキー・チェン 成龍讃歌』（辰巳出版）では池田昌子インタビューや「我が青春の撮影現場“追っかけ”日誌」、巻末コラムなどを担当。
2017年４月、香港でジャッキーと２年ぶりの再会を果たしている。

## 執筆実績

### 『ジャッキー・チェンDVDコレクション』
全66号（デアゴスティーニ・ジャパン 2014年３月～2016年８月）コラム「作品余話」

### 『傑作カンフー映画 ブルーレイコレクション』
（デアゴスティーニ・ジャパン 2016年８月～2017年10月）
「ゆかりの地を巡る」（１～８号、10号）

### 『ジャッキー・チェン 成龍賛歌』
（辰巳出版 2017年６月12日発売）
- ジャッキー・チェン巻頭インタビュー（構成）
- 新作映画『スキップ・トレース』紹介
- 新作映画『レイルロード・タイガー』紹介
- 池田昌子（『プロジェクト・イーグル』出演）インタビュー
- 「我が青春の撮影現場“追っかけ”日誌」（写真提供も）
- 巻末コラム「ジャッキー映画日本公開、今そこにある危機」

### 映画『レイルロード・タイガー』
（プレシディオ配給 2017年６月16日公開）
- 日本語吹替版製作協力
- パンフレットテキスト監修

### 映画『スキップ・トレース』
（KADOKAWA配給 2017年９月１日公開）
- プレスシート 全ページ執筆
- パンフレット コラム「ジャッキー・チェンと“ハリウッド”バディ・ムービー」（執筆）

## 編集実績

### 『ジャッキー・チェンDVDコレクション』
（デアゴスティーニ・ジャパン 2014年３月～2016年８月）
創刊号～25号：編集協力
26号～最終66号：編集

### 『傑作カンフー映画 ブルーレイコレクション』
全30号（デアゴスティーニ・ジャパン 2016年８月～2017年10月）